# 梧棲牛罵頭戰役
梧棲牛罵頭戰役，戴潮春事件系列戰役之一，發生於臺灣清領時期同治二年（1863年）農曆正月下旬至二月初六日，游擊陳捷元、竹塹練總蔡宇先後於彰化縣牛罵頭、梧棲港擊潰天地會「鎮港將軍」陳在與水師寮何守，官軍收復大肚山台地以西至沿海一帶。:849-850

## 背景
同治元年（1862年）春，因清廷在臺灣加賦的傳言頻起:131，彰化縣四張犁鄉紳戴潮春與天地會眾在大墩起事，陸續獲得中部地區股首如林日成、洪欉、陳弄等響應。天地會自稱「紅英兄弟」，故反政府武裝勢力皆以「紅旗」為幟，與之對立民間武裝村落則豎立「白旗」，白軍與清廷官軍合作對抗天地會，雙方互有勝敗。

## 前哨戰

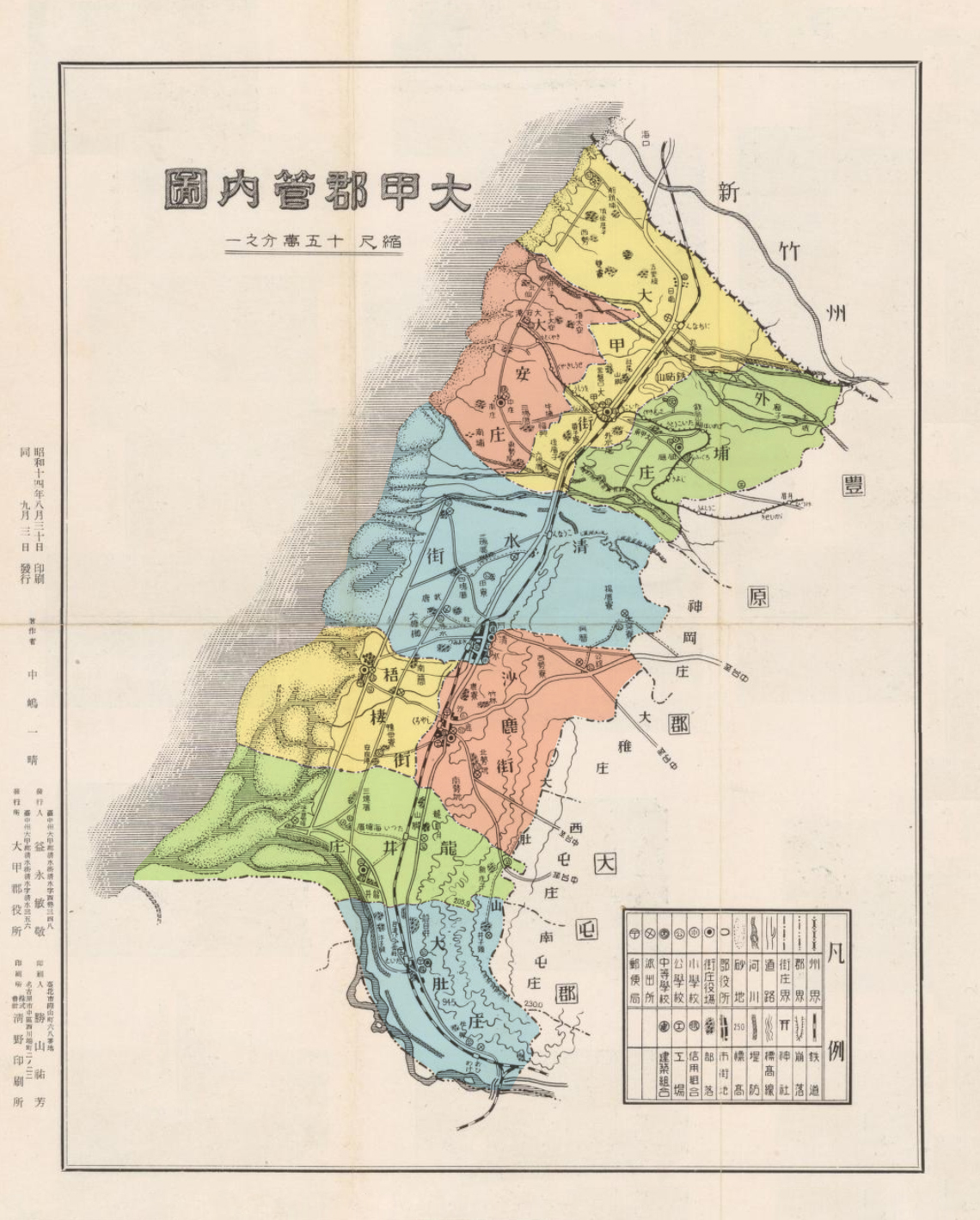
此圖繪製於臺灣日治時期昭和14年（1939年），當時大甲郡包含大甲街、清水街、梧棲街、沙鹿街、外埔庄、大安庄、龍井庄、大肚庄，此次戰役地點略可按圖索驥。

同治元年（1862年）末，天地會勢力範圍約北至彰化縣大甲溪南岸為界、南至嘉義縣斗六門，天地會丞相莊天賜不時建議戴潮春與林日成：「先取大甲，次陷嘉義，二城既得，然後長驅犯郡城。」天地會若欲拓展勢力，勢必得奪取大甲土城，而大甲位於淡水廳南緣前線，戰略地位不言而喻。天地會分別在同治元年（1862年）五月間、十一月間對大甲土城發動兩次軍事行動，皆以失利坐收。
同治二年（1863年）正月十三日，天地會領頭之一的林日成再度集結兵力，第三度進攻大甲土城，林日成部隊在初期佔上風，不過卻在鐵砧山下（今臺中市大甲區）遭到炮擊，林日成因而負傷，只得後撤軍四塊厝，第三次大甲土城戰役由官民軍獲勝；而天地會眾撤退之際，面對官民白旗軍的追剿。

## 過程

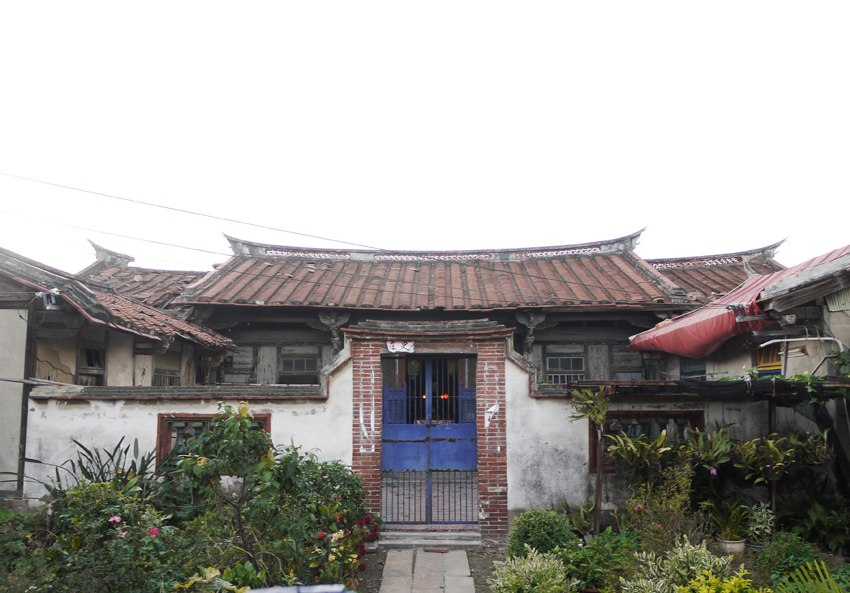
今臺中市清水區的社口楊宅，南棟以楊清珠（楊克湖）為開基祖的故居。

游擊陳捷元、竹塹練總蔡宇最早由竹塹總局團練使林占梅派任，率領兵員 400 勇多次支援大甲土城戰事；同治二年（1863年）正月十八日（或載正月廿一日），紅軍林日成遭受炮擊撤軍之後，陳捷元與蔡宇乘勝追擊，討剿牛罵頭與梧棲二汛的天地會部眾。牛罵頭與梧棲位於大肚山西側濱海，其中梧棲港是天地會部隊接濟洋煙鉛藥的重要入口港，由水師寮（今臺中市龍井區的龍泉里、龍岡里:115）何守（泉籍）負責在此守禦。
二月初一日，官民軍陳捷元、蔡宇在鰲頭鄉紳蔡懷斌（即蔡時超，蔡惠如三叔、蔡蓮舫三伯）接濟之下，順利克復牛罵頭。嗣後以蔡懷斌為前導，在二月初四日透過郊商楊玉器接應，官民軍攻入梧棲街，與天地會「鎮港將軍」陳在、林尚、紀氏打起巷戰，陳在等人火拼不退。二月初六日，另名鄉紳楊清珠（即楊克湖）率民勇馳援，從支道夾擊陳在部隊，陳在倉皇敗走、林尚投降，官民軍奪回梧棲。

## 其他
- 陳捷元、蔡宇揮軍南下之前，林占梅便想方設法欲從天地會手下攻取梧棲港，透過多方佈線，林占梅聯絡上郊商楊玉器（或載楊至器[b]），願以為前導，戰事才能順利推展。[3]

## 後續
- 官民軍取下梧棲之後，蔡宇以降將林尚為鄉導，在三塊厝（今臺中市龍井區三德里）、山仔腳庄（今臺中市大肚區山陽里）佈陣駐軍，天地會在大肚台地西側的勢力，尚有陳鮄據守的茄投庄（今臺中市龍井區竹坑里、龍東里、龍西里、田中里[6]:115）、趙戇的水裡港以及大肚庄等。[3][4]:850
- 同一時期二月間，粵籍羅冠英、廖廷鳳也率領自家練勇，接連進攻馬公厝（馬崗厝，今臺中市大雅區三和里）、新廣庄（原岸裡社張振萬墾域，今臺中市神岡區）、壩仔街（今臺中市大雅區），直搗戴潮春大本營四張犁（今臺中市北屯區）。[9][4]:850